# Mona Dahle
Mona Dahle Sivertsen (* 24. August 1970 in Trondheim, Norwegen) ist eine ehemalige norwegische Handballspielerin, die für die norwegische Nationalmannschaft auflief.

## Karriere
Dahle begann das Handballspielen im Alter von sieben Jahren. Nachdem Dahle anfangs in Trolla und Vestbyen gespielt hatte, schloss sie sich im Alter von 15 Jahren Byåsen IL an. Zwischen 1988 und 1994 gehörte die Außenspielerin dem Erstligakader von Byåsen IL an, mit dem sie 1989 und 1990 die norwegische Meisterschaft sowie 1989 und 1991 den norwegischen Pokal gewann. Dahle zog im Jahr 1994 studiumsbedingt nach Oslo und spielte anschließend bei den Erstligisten Refstad-Veitvet IL und Stabæk Håndball. Später lief sie für die Veteranenmannschaft von Byåsen auf.
Dahle bestritt zwischen 1991 und 1996 insgesamt 114 Länderspiele für die norwegische Nationalmannschaft, in denen sie 151 Tore erzielte. Bei den Olympischen Spielen 1992 gewann sie die Silbermedaille. Auch bei ihren nächsten beiden Turnierteilnahmen, bei der Weltmeisterschaft 1993 und bei der Europameisterschaft 1994, konnte sie – mit jeweils dem dritten Platz – die Turniere auf dem Siegertreppchen beenden. Anschließend schloss sie mit der norwegischen Auswahl sowohl die Weltmeisterschaft 1995 als auch die Olympischen Spiele 1996 auf dem vierten Platz ab.
Dahle trainierte mehrere Jahre Jugendmannschaften, in denen ihre Kinder spielten.